# Birse
La Birse (Birs en allemand) est une rivière suisse, et un affluent du Rhin.

## Parcours
Elle prend sa source à Tavannes, au pied du col de Pierre Pertuis, à une altitude de 765 m, et coule tout au long de la vallée de Tavannes. Après un parcours de 73 km, elle se jette dans le Rhin à Bâle, à une altitude de 262 m.
Avec un bassin versant de 924 km2, la Birse est la plus importante rivière du Jura suisse.
La Birse baigne cinq cantons : Berne, le Jura, Bâle-Campagne, Soleure et Bâle-Ville.

### Principales villes traversées
Moutier, Delémont, Laufon, Bâle (à la limite entre Bâle et Birsfelden).

## Histoire
L’origine de son nom, qui est utilisé depuis le XVe siècle, est controversée. Il pourrait provenir de « Beheres » (mot de racine indo-européenne signifiant « rapide ») ou de « Bir » qui en celte englobe les termes d'eau et de cours d'eau.
Au début du XXe siècle, 49 ponts enjambent la Birse, dont une douzaine d'ouvrages ferroviaires aménagés avec l'ouverture de la ligne entre Bâle et Bienne, en 1877. Un siècle plus tard, on en dénombre une centaine.
Les crues de la Birse ont provoqué d’importantes inondations à Pontenet et Bévilard en 1750, puis à Birsfelden en 1881. Si la crue du 23 juin 1973 a provoqué des dégâts importants, celle du 8 au 10 août 2007 a même coupé Delémont « du reste du monde », certains foyers ayant même été privés d'électricité pendant plus de trois jours.
La ligne du Jura des Chemins de fer fédéraux suisses suit le cours de la Birse de sa source jusqu'à son confluent avec le Rhin. L'un des viaducs de cette ligne, un pont métallique construit en 1875 par Gustave Eiffel à Münchenstein, cède sous le poids d'un train le 14 juin 1891. Cet événement, actuellement la plus grande catastrophe ferroviaire en Suisse, fait 71 morts et 170 blessés.

## Affluents
- La Quai
- La Trame
- Le Chaluet
- La Chalière
- La Foule
- La Raus
- La Scheulte
- La Sorne
- La Lucelle, ou Lützel en allemand
- La Lüssel